# Jiashi (sockenhuvudort i Kina, Hunan Sheng, lat 28,97, long 109,40)
Jiashi (kinesiska: 贾市, 贾市乡) är en sockenhuvudort i Kina. Den ligger i provinsen Hunan, i den södra delen av landet, omkring 360 kilometer väster om provinshuvudstaden Changsha. Antalet invånare är 9 757. Befolkningen består av 4 654 kvinnor och 5 103 män. Barn under 15 år utgör 18,0 %, vuxna 15-64 år 72 %, och äldre över 65 år 8,0 %.
Runt Jiashi är det ganska tätbefolkat, med 144 invånare per kvadratkilometer. Närmaste större samhälle är Miao'ertan, 7,3 km öster om Jiashi. I omgivningarna runt Jiashi växer huvudsakligen savannskog.
Genomsnittlig årsnederbörd är 1 705 millimeter. Den regnigaste månaden är maj, med i genomsnitt 293 mm nederbörd, och den torraste är december, med 26 mm nederbörd.